# Nerve Software
Nerve Software ist ein US-amerikanischer Spieleentwickler, der u. a. von dem ehemaligen id-Software-Mitarbeiter Brandon James im Jahre 2001 in Mesquite (Dallas County, Texas), mitbegründet würde. Viele der ursprünglichen Mitarbeiter bei Nerve waren vorher bei Rogue Entertainment, welches 2001 geschlossen wurde, angestellt.
Nerve ist besonders durch die Portierung bekannter PC-Spiele für die Xbox bekannt geworden, darunter u. a. einige Spiele aus der Doom- und der Wolfenstein-3D-Reihe.

## Spiele
- Doom 2: Hell on Earth (Xbox-Live-Arcade-Portierung und Zusatzinhalte)
- Wolfenstein 3D (Xbox-Live-Arcade- und PlayStation-Network-Portierung )
- Enemy Territory: Quake Wars (Xbox-360-Portierung)
- Doom (Xbox-Live-Arcade-Portierung)
- Doom 3: Resurrection of Evil
- Return to Castle Wolfenstein: Tides of War (Xbox-Portierung)
- Return to Castle Wolfenstein (Mehrspieler)
- Quest (unveröffentlichtes Spiel von id Software)
- 007: Ein Quantum Trost (Mehrspieler)